# Preston Road (metrostation)
Preston Road is een station van de metro van Londen aan de Metropolitan Line. Het metrostation, dat in 1908 is geopend, ligt in de wijk Preston.

## Geschiedenis
Op 2 augustus 1880 werd de Metropolitan Railway (MR), de latere Metropolitan Line, ten westen van Willesden Green doorgetrokken naar Harrow met Kingsbury en Neasden als enige station onderweg. Het duurde tot 21 mei 1908 voordat bij de brug waar de Preston Road de metro kruist aan de oostkant van de brug een halte onder de naam Preston Road Halt for Uxendon & Kenton werd geopend. In het interbellum werd de naam kortweg Preston Road en in 1931-1932 werd aan de westkant van de brug een eilandperron gebouwd en een stationsgebouw langs de brug opgetrokken. Het werk werd in twee fasen uitgevoerd: de metro's naar het zuiden stoppen sinds 22 november 1931 langs het nieuwe eilandperron, die naar het noorden sinds 3 januari 1932. De perkjes op het perron hebben in de loop der jaren vele prijzen gewonnen, maar raakten enkele jaren in verval. Bij de renovatie van het station werden de bloemenversieringen nieuw leven ingeblazen, wat zorgt voor een vrolijk kleuraccent en een aandachtspunt voor de wachtende reizigers.

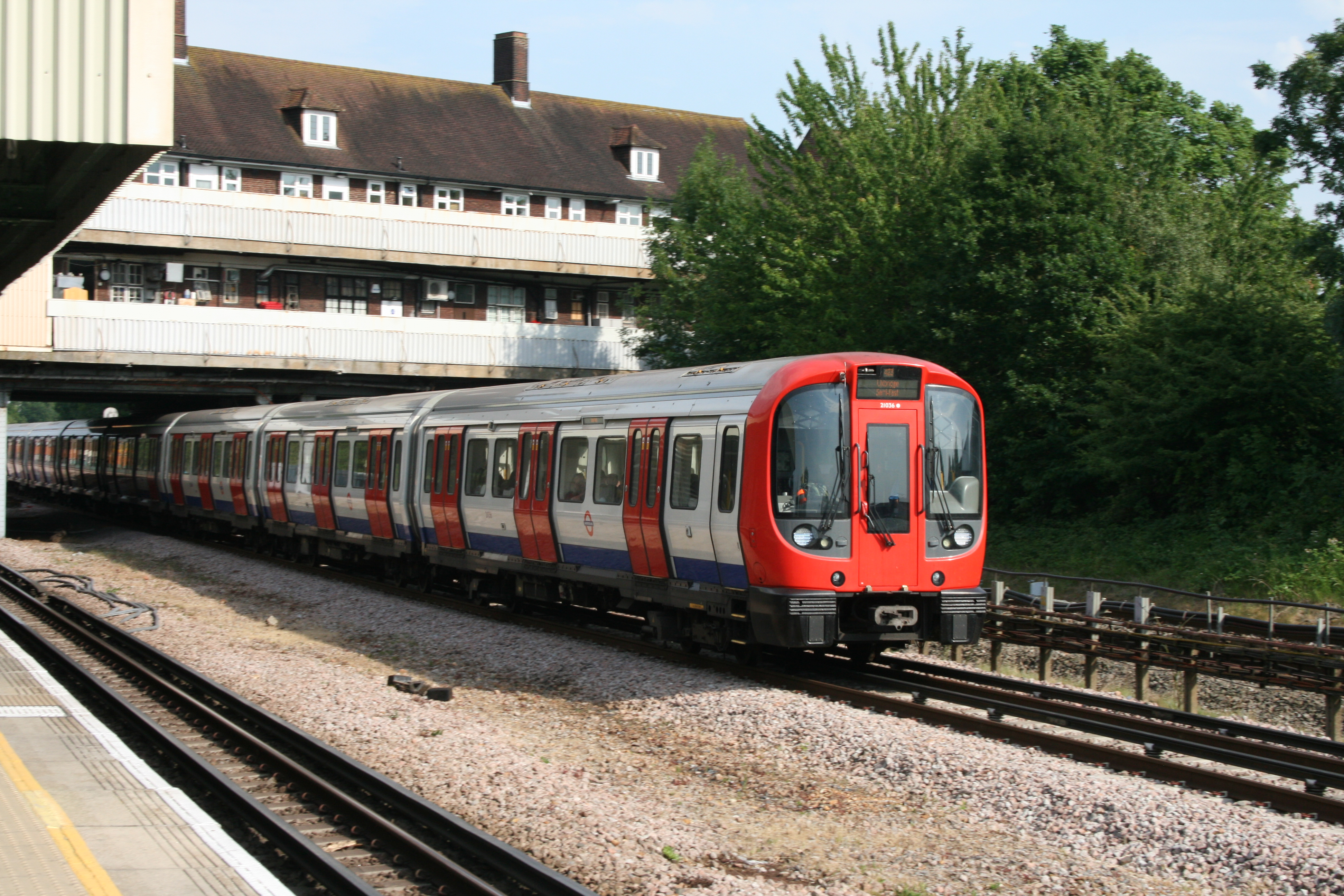
De sneldienst naar het westen passeert op een van de perronloze sporen.
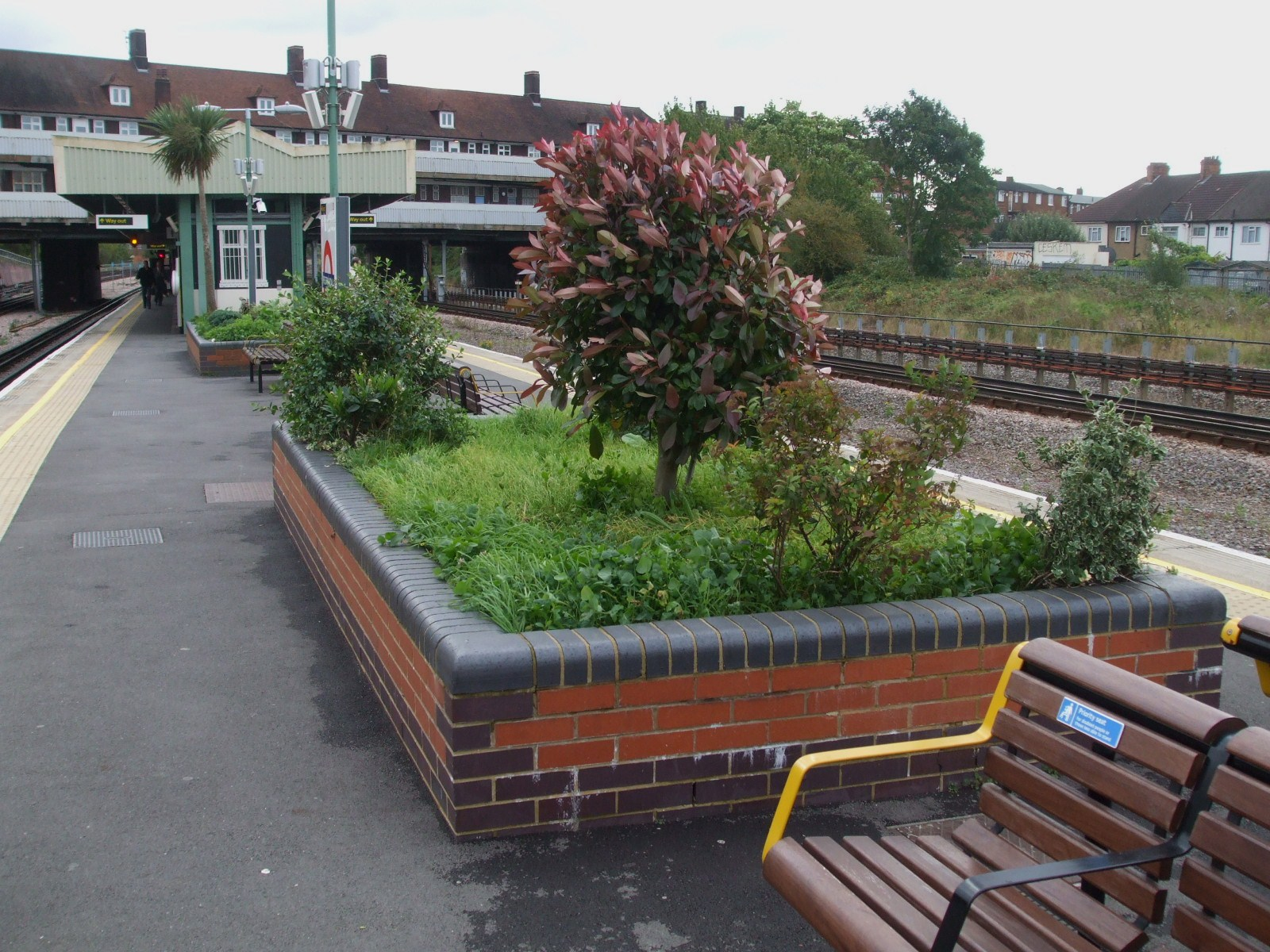
De ommuurde perkjes op het perron.
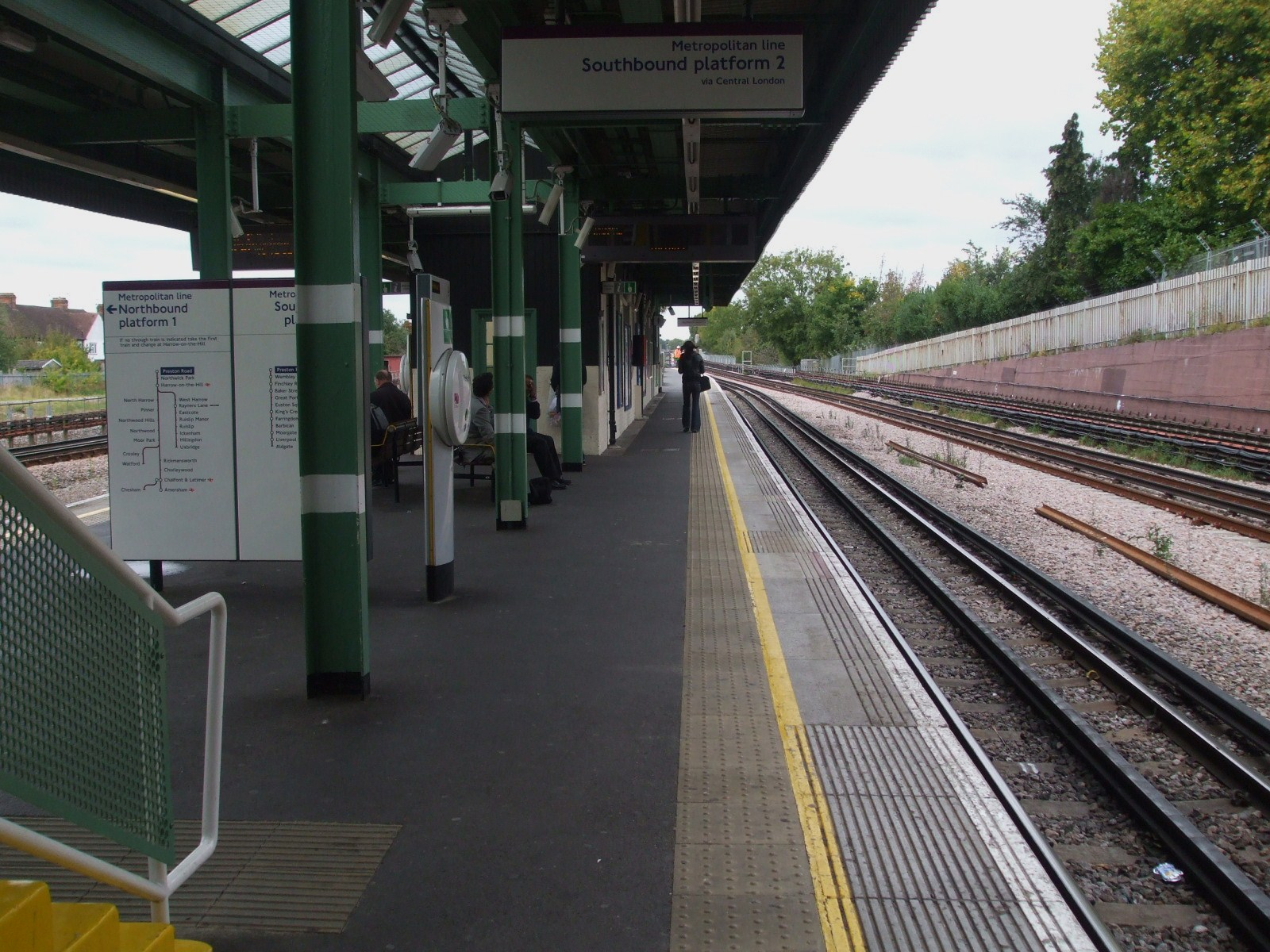
Een blik naar het westen van naast de toegangstrap.

## Reizigersdienst
Het station bedient de omgeving van Preston in Wembley en delen van Kenton. Het eilandperron ligt tussen de binnenste sporen van de Metropolitan Line en de sneldiensten op de buitenste sporen rijden Preston Road, net als in 1880, zonder stoppen voorbij. De stationshal is uitgevoerd als een winkel in een winkelrij langs de brug over het spoor waar ook de bushaltes te vinden zijn. Achter de OV-poortjes is de stationshal met een vaste trap verbonden met het perron.
De normale dienst tijdens de daluren omvat:
- 2 ritten per uur noordwaarts naar Amersham (alle stations)
- 2 ritten per uur noordwaarts naar Chesham (alle stations)
- 8 ritten per uur noordwaarts naar Uxbridge (alle stations)
- 4 ritten per uur noordwaarts naar Watford (alle stations)
- 4 ritten per uur zuidwaarts naar Baker Street (alle stations)
- 12 ritten per uur zuidwaarts naar Aldgate via Baker Street (alle stations)

De spitsdienst omvat:
- 2 ritten per uur noordwaarts (alleen ochtendspits) naar Amersham (alle stations)
- 2 ritten per uur noordwaarts (alleen ochtendspits) naar Chesham (alle stations)
- 10 ritten per uur noordwaarts naar Uxbridge (alle stations)
- 4 ritten per uur zuidwaarts naar Baker Street (alle stations)
- 12 ritten per uur zuidwaarts naar Aldgate via Baker Street (alle stations)

Tijdens de avondspits moet voor de bestemmingen Amersham of Chesham vanaf Preston Road of Northwick Park moet worden overgestapt in Harrow-On-The-Hill.
Tijdens de ochtendspits (06.30 tot 9.30 uur) rijden snelle diensten vanuit Amersham en Chesham non-stop naar het zuiden, alleen tussen Moor Park , Harrow-On-The-Hill en Finchley Road , terwijl semi-snelle diensten vanuit Watford en Uxbridge tussen Harrow-On-The-Hill en Finchley Road non-stop naar het zuiden rijden. Tijdens de avondspits (16:30-19:30) stoppen snelle en semi-snelle diensten noordwaarts tussen Finchley Road en Harrow-on-the-Hill ook in Wembley Park.